# Democratisch centralisme
Democratisch centralisme (Russisch: Демократический централизм) is een term die gebruikt wordt ter aanduiding van de partijstructuur van communistische partijen. Het idee van democratisch centralisme is uitgevonden door Vladimir Lenin.
Lenin zelf vat democratisch centralisme samen als "vrijheid van discussie en kritiek, eenheid in actie." Dit betekent dat er over de te nemen stappen uitgebreid gediscussieerd wordt (democratie), maar dat na een meerderheidsbesluit de organisatie als geheel gebonden is aan het uitvoeren hiervan (centralisme).
Volgens critici van Lenins denkbeelden betekent democratisch centralisme in de praktijk dat de lagere echelons van een communistische partij verantwoording verschuldigd zijn aan de hogere (omdat zij gebonden zijn aan de partijbesluiten), in plaats van andersom, zoals gebruikelijk is in democratische systemen. In de praktijk van de jonge Sovjet-Unie werd het democratische element zelfs geheel uitgeschakeld door een "tijdelijk" verbod op interne verdeeldheid binnen de Communistische Partij.